# Mercedes-Benz Actros
 (décembre 2009).
Si vous disposez d'ouvrages ou d'articles de référence ou si vous connaissez des sites web de qualité traitant du thème abordé ici, merci de compléter l'article en donnant les références utiles à sa vérifiabilité et en les liant à la section « Notes et références ».
L'Actros est un modèle de poids lourd du constructeur Mercedes-Benz. Il succède au modèle SK. C'est un long courrier.

## Caractéristiques

### Innovation
Ce fut en décembre 1996 le premier poids lourd intégrant l'électronique dans tous les organes du véhicule (gestion moteur, freinage assisté électroniquement, boîte de vitesses électropneumatique, périodicité d'entretien gérée par informatique embarquée).

### Motorisation
L'Actros MP1 à l'Actros MP3 utilisent un moteur V6 dont la puissance s’échelonne de 310 à 480 ch. Pour les puissances supérieures, des moteurs V8 et V10 prennent le relais : jusqu'à 650 ch en configuration SLT.
L'Actros MP4 est équipé de différents 6-cylindres en ligne de 10,7 l, 12,8 l et 15,6 l de cylindrée pour des puissances allant de 360 à 625 ch. La motorisation a changé en raison du passage à la norme Euro 6.
Puissances selon la génération :
- Actros MP1 : 310, 350, 400, 430,460, 480, 530, 570 ch ;
- Actros MP3 : 320, 360, 410, 440, 460, 480, 510, 550, 600 ch ;
- Actros MP4 : 330, 360, 400, 420, 430, 450, 460, 480, 510, 520,530, 580, 625 ch.

### Boîtes de vitesses
De l'Actros MP1 à l'Actros MP3 : trois choix de boîtes de vitesses étaient disponibles :
- une boîte manuelle dite « en H » produite par Mercedes-Benz, à 16 rapports ;
- une boîte dite « EPS » (pour Electronic PowerShift), mécaniquement cette boîte est la même que la manuelle sauf que le passage des rapports s'effectue avec un joystick, il faut présélectionner le rapport souhaité puis embrayer pour que le rapport soit engagé. Cette boîte était déjà utilisée sur les Mercedes-Benz SK ;
- une boîte robotisée appelée « Powershift » à 12 rapports, un calculateur passe les rapports à la place du conducteur selon la masse du véhicule, le relief et la pression du conducteur sur l'accélérateur ; au fil des ans, cette boîte évolue afin de bénéficier de passages de rapports plus rapides.

Sur l'Actros MP4, seule la boite robotisée Powershift 4 (4e génération) est proposée. Un mode séquentiel est néanmoins conservé.

### Fiabilité

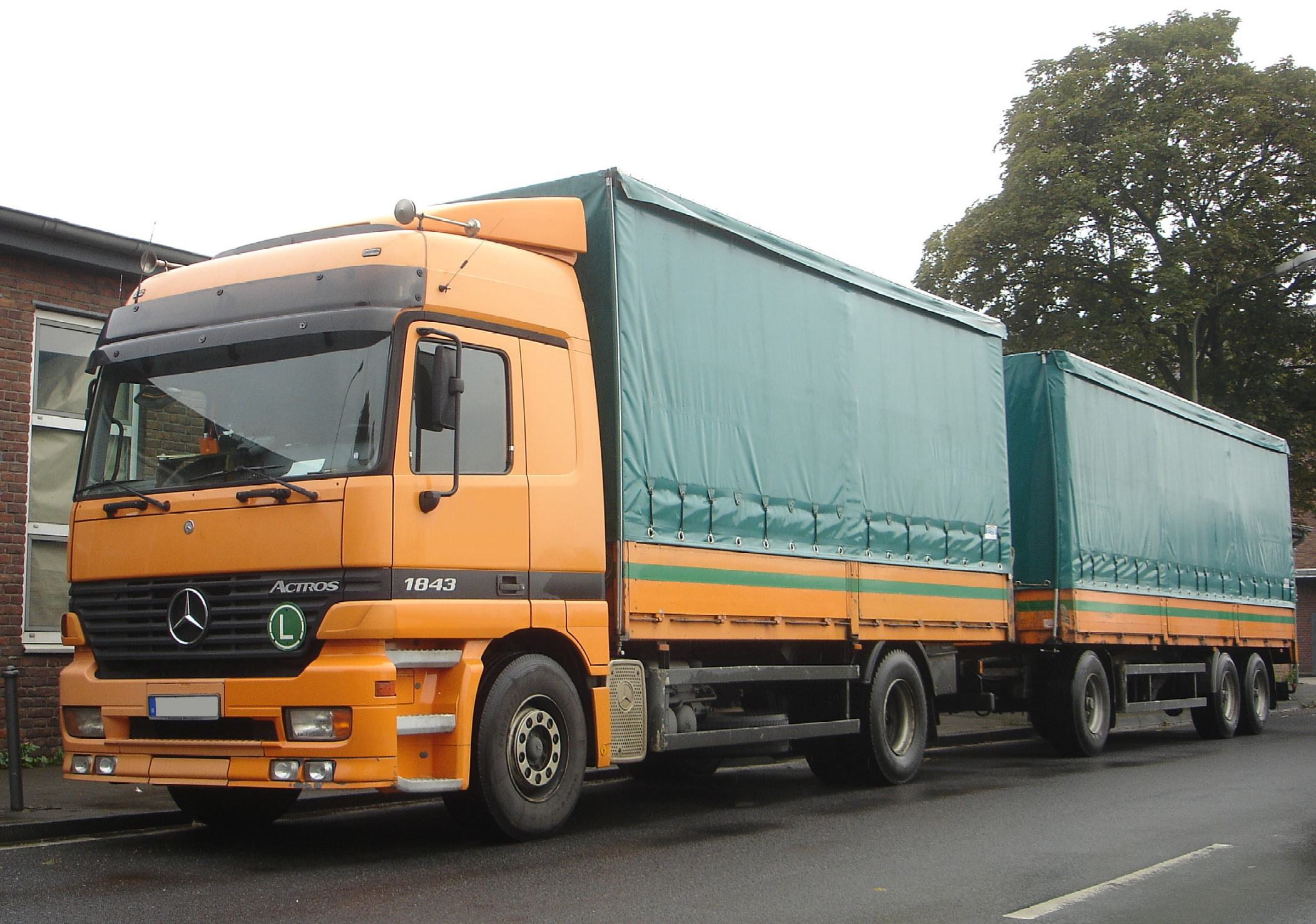
Actros MP1.

La première version rencontra de nombreux problèmes techniques. En 2003, une nouvelle version plus fiable fit son entrée sur le marché. L'Actros reste le leader dans le domaine de la technologie du transport routier. Il s'agit du plus grand poids lourd de la gamme Mercedes-Benz, il se place devant l'Atego et l'Axor.
À la suite des nouvelles règlementations en matière d'émission de dioxyde de carbone (CO2), les ingénieurs de Mercedes-Benz ont développé de nouvelles technologies permettant d'atteindre la norme Euro 6.

## Série spéciale
La série spéciale SLT est un Actros reconditionné pour tracter de très lourdes charges. Il dispose de huit roues motrices sur deux essieux. Il conserve néanmoins le même équipement que l'Actros de base.

## Distinctions
L'Actros 1 a remporté le prix du Camion International de l'Année en 1997, l'Actros 2 en 2004, l'Actros 3 en 2009 et l'Actros 4 en 2012.

## 500 000eexemplaire
Mercedes-Benz a livré le 500 000e Actros à la société CGVL. Ulrich Bastert, responsable des ventes et du marketing de Mercedes-Benz pour l'Europe, a remis les clés au président Hervé Street le 26 juin 2007.

## Actros 5

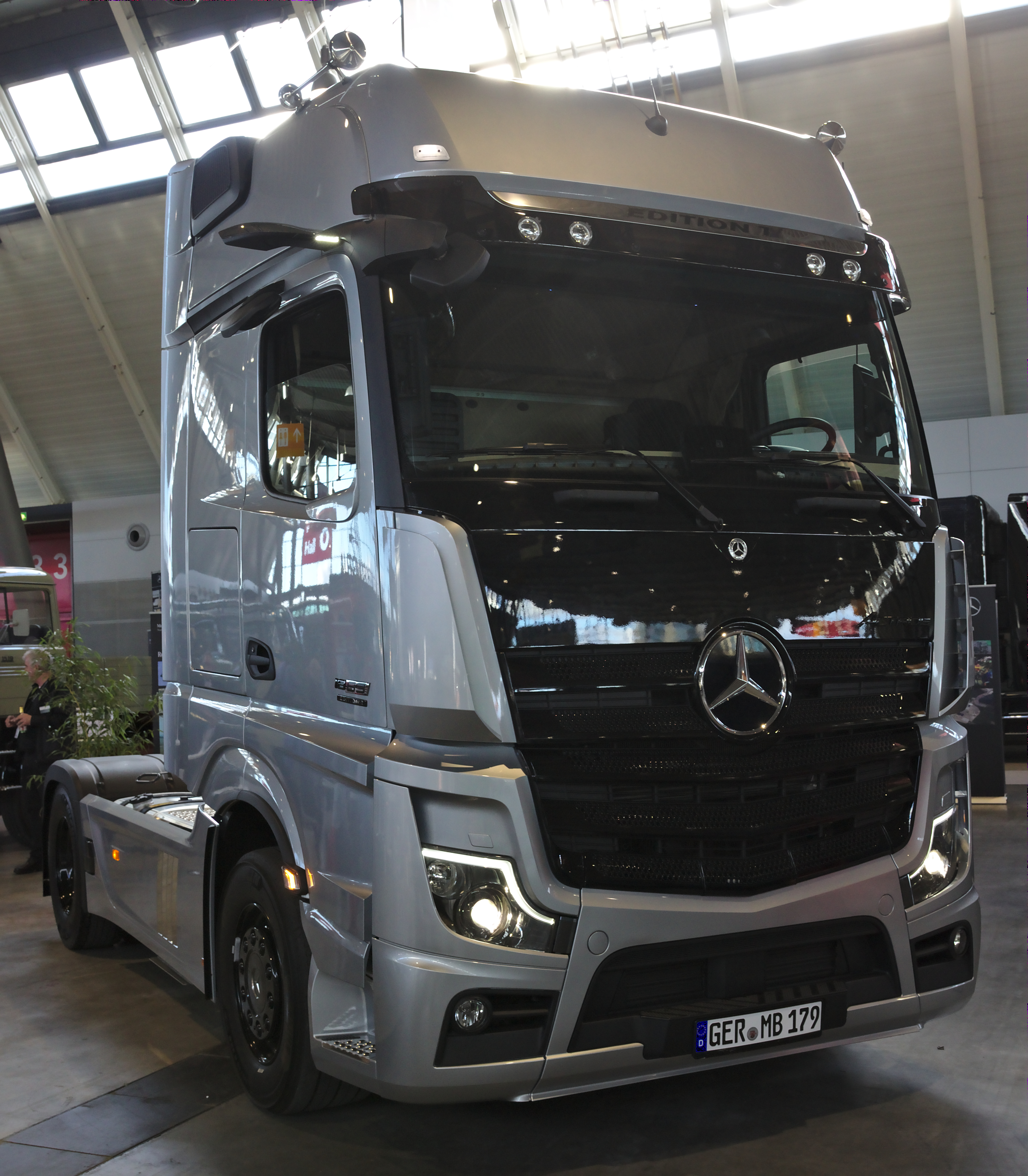
Actros MP5 1863.

En 2018, Mercedes-Benz dévoile le nouvel Actros. Basé sur l'Actros 4, il s'agit en fait d'un important restylage.
Cette nouvelle évolution de l’Actros ouvrira une nouvelle ère dans l’histoire des véhicules industriels grâce à l’apparition des MirrorCam qui remplacent les rétroviseurs principaux et grand angle (l’antéviseur et le rétroviseur d’accostage restent quant à eux « à l’ancienne »), cela permet de limiter les angles morts créés par la présence de rétroviseurs traditionnels qui posaient problème notamment à l’approche des giratoires. 
L’Actros nouvelle génération baptisée Mp5 se verra aussi doté d’un Predictive Powertrain Control (PPC) revu et amélioré afin de mieux anticiper la topographie des routes et d’intégrer aussi la gestion des ronds-points le tout pouvant être réglé selon les souhaits du conducteur. 
L’ensemble de ces innovations fera remporter l’Actros lors du concours Truck of the year en 2020, le présentant ainsi comme le camion de la nouvelle décennie.

## Utilisateurs militaires
- Espagne